# Arnold von Guilleaume
Arnold Karl Hubert Guilleaume, ab 1904 von Guilleaume (* 15. Juli 1868 in Köln; † 21. Mai 1939 in Ulm a. d. Donau) war ein deutscher Unternehmer.

## Leben
Arnold von Guilleaume wurde am 15. Juli 1868 in Köln als Sohn des Hanfseil-, Drahtseil- und Kabel-Industriellen Franz Carl Guilleaume (1834–1887) und dessen Gemahlin Antoinette Gründgens (1837–1922, Tante von Gustaf Gründgens) geboren.
Im Jahre 1896 heiratete er in Gudenau Elisabeth „Ella“ Deichmann (1875–1972), Tochter des Kölner Bankiers Otto Deichmann (1838–1911) und dessen Gemahlin Auguste Meurer. Dieser Ehe entstammten fünf Söhne und eine Tochter.
Arnold von Guilleaume starb am 21. Mai 1939 in Ulm. Die Witwe Ella verstarb 97-jährig im Jahre 1972.

## Wirken
1889 trat Guilleaume als Volontär bei Felten & Guilleaume, „Mechanische Hanf- und Wergspinnereien, Bindfaden- und Tauwerkfabriken Köln“, ein und übernahm 1894 nach einer Auslandstätigkeit diesen Betrieb des väterlichen Unternehmens. Durch die Begründungen von Zweigniederlassungen in Deichhausen/Weser (1895), in Lauenburg/Elbe (1899) und in Dillingen an der Donau (1900) und durch technische Ausbauten der Betriebe brachte er das Unternehmen an führende Stelle in Deutschland und im Ausland.
In Köln saß Guilleaume im Aufsichtsrat des von Robert Gerling 1904 begründeten Gerling-Konzerns.
Von 1906 bis 1908 ließ er das Herrenhaus Schloss Ernich in Remagen bauen, 1916/17 erwarb er die angrenzend gelegene Villa Haus Herresberg.

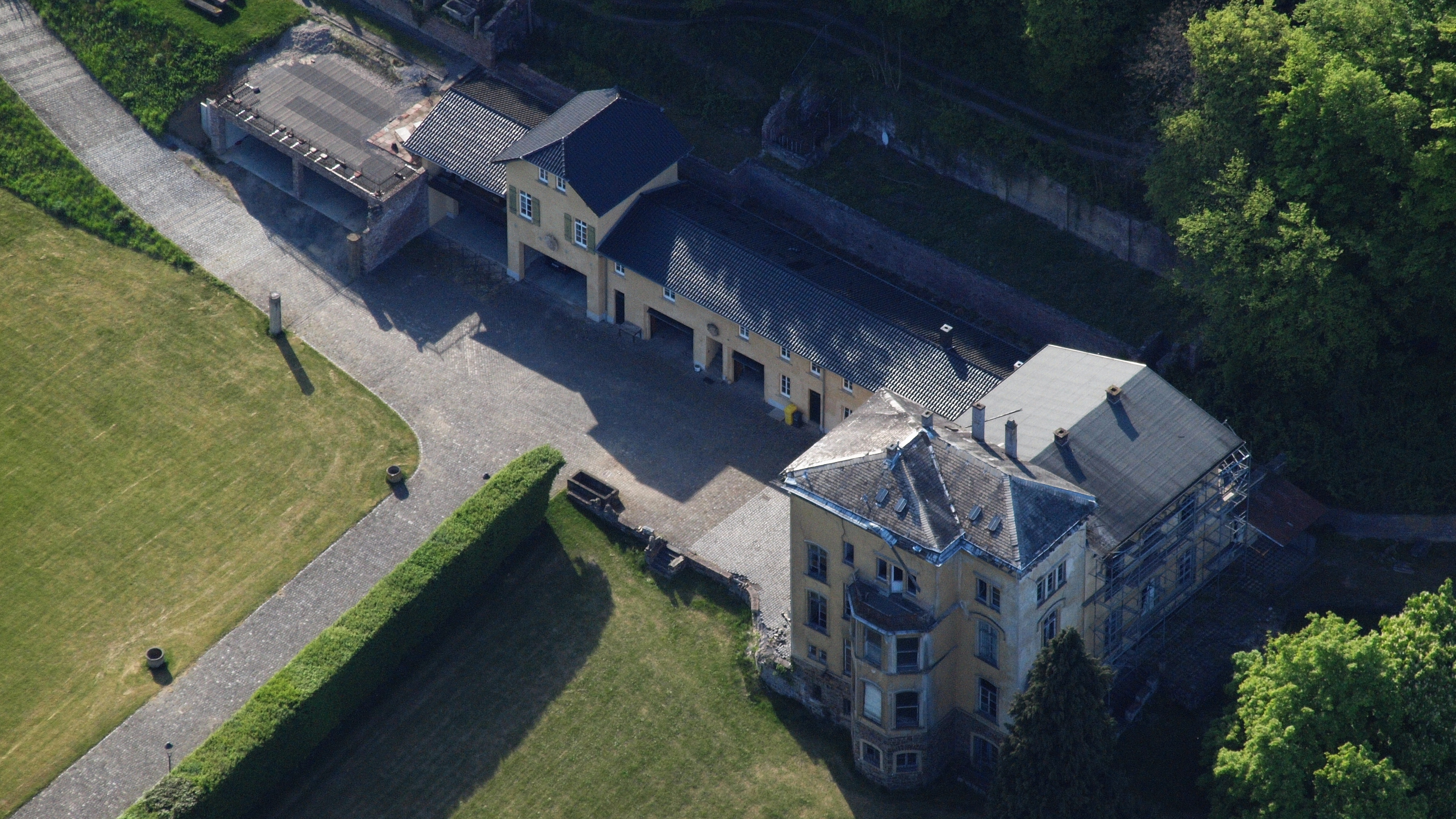
Remagen – Haus Herresberg

## Auszeichnungen
- 1904: Große preußische Staatsmedaille für gewerbliche Leistungen in Gold
- 1904: Erhebung in den erblichen preußischen Adelsstand[1]